# ستيف غينر
ستيف غينر (بالإنجليزية: Steve Gainer)‏ هو مصور سينمائي أمريكي، ولد في 25 أكتوبر 1962 في الإسكندرية في مصر.

## وصلات خارجية
- الموقع الرسمي
- ستيف غينر على موقع IMDb (الإنجليزية)
- ستيف غينر على موقع ألو سيني (الفرنسية)
- ستيف غينر على موقع أول موفي (الإنجليزية)
- ستيف غينر على موقع قاعدة بيانات الأفلام السويدية (السويدية)
- ستيف غينر على موقع قاعدة بيانات الفيلم (الإنجليزية)
- ستيف غينر على موقع كينوبويسك (الروسية)